# Se Skoga och sedan...
Se Skoga och sedan... är en kriminalroman av Maria Lang (pseudonym för Dagmar Lange), utgiven första gången 1990 på bokförlaget Norstedts. Boken blev Langs sista deckare då hon avled året därpå.

## Handling
I Skoga sätter man upp en teaterpjäs framförd av stadens skolelever, ett medeltidsspel där ungdomarna är klädda i munkkåpor. Men främlingar i staden ser sin chans att dra nytta av de anonyma kåporna för att dölja sina skumma affärer. Affärer som till slut kulminerar i mord.
Christer Wijk befinner sig för tillfället på andra sidan jordklotet vilket leder till att Helena Wijk, Janne från storstaden och polisen i Lönnstad får ta sig an utredningen. Men hur ska de kunna hitta mördaren när det inte finns några signalement?